# Париж (линейный корабль, 1814)
«Париж» — парусный линейный корабль Черноморского флота Российской империи, находившийся в составе флота с 1814 по 1827 год, один из трёх кораблей типа «Полтава», построенных на Херсонской верфи М. И. Суровцовым для Черноморского Флота. Во время несения службы неоднократно принимал участие в практических плаваниях кораблей флота, а по окончании службы был переоборудован в блокшив.

## Описание корабля
Один из трёх парусных 110-пушечных линейных кораблей типа «Полтава», строившихся в Херсоне с 1806 по 1814 год. Длина корабля между перпендикулярами составляла 57,9 метра, ширина — 15,9 метра, а осадка — 6,6—6,8 метра. Вооружение корабля составляли 110 орудий.
Корабль назван в честь вступления российских войск в Париж 18 (30) марта 1814 года, и был первым из трёх парусных линейных кораблей российского флота, носивших это имя. Также одноимённые корабли строились в 1826 и 1849 годах, оба позднее построенных корабля также несли службу в составе Черноморского флота.

## История службы
Линейный корабль «Париж» был заложен на стапеле Херсонской верфи 18 (30) сентября 1812 года и после спуска на воду 22 ноября (4 декабря) 1814 года вошел в состав Черноморского флота России. Строительство вёл кораблестроитель М. И. Суровцов.
В кампанию 1815 года под командованием капитан-лейтенанта И. И. Стожевского перешёл из Херсона в Очаков, а затем в Севастополь. В кампании с 1817 по 1820 год выходил в практические плавания в Чёрном море. 
18 (30) мая 1818 года, во время посещения Черноморского флота Александром I, на корабле был поднят был Императорский штандарт. Император отобедал с офицерами, а командиру корабля контр-адмиралу П. М. Рожнову лично пожаловал орден святого Владимира 3-й степени.
После 1820 года линейный корабль «Париж» находился в Севастопольском порту и в море не выходил, а в 1827 году был переоборудован в блокшив.

## Командиры корабля
Командирами линейного корабля «Париж» в разное время служили:
- капитан-лейтенант И. И. Стожевский (1815 год);
- контр-адмирал П. М. Рожнов (1816—1819 годы);
- М. С. Микрюков (1819—1823 годы).